# Nicolas Lée
Nicolas Lée ou Lee est le nom de trois membres d'une famille d'origine irlandaise installée à Nantes, où elle joue un rôle important au sein de la communauté des Irlandais de Nantes, ainsi que dans l'activité économique de la ville. 

## Biographies

### Nicolas Lee (décédé en 1674)
En Irlande, les Lée sont implantés à Waterford, un port de la côte sud.
Nicolas Lee arrive en France en 1649, durant la Première Révolution anglaise, alors qu'Olivier Cromwell a engagé une campagne militaire en Irlande. Waterford sera prise par les troupes de Cromwell en 1651 après un long siège.
Il vient à Nantes où il est le premier irlandais de Nantes, arrivant quatre ans avant André Géraldin et une dizaine d'années avant Paul Sarsfield.
Il s'installe dans le quartier de la Fosse, qui relève de la paroisse Saint-Nicolas, où résident la plupart des négociants de Nantes. Il obtient sa naturalisation dès 1653.
En avril 1665, il est le parrain de son petit-neveu Nicolas (III) ; de Raymond en 1668.
Il est inhumé le 26 août 1674 à Nantes ; l'acte de sépulture indique qu'il est mort sans enfants, veuf de Marie Bluette, de Waterford, et que Nicolas II est son neveu.

### Nicolas II Lee (1636-1684)
Il naît à Waterford en 1636.
À Nantes, il épouse Marie Géraldin, qui appartient à une autre famille irlandaise de Waterford, ville dont son père, Raymond, a été maire. Elle vient de Saint-Malo où Raymond Géraldin s'est installé, tandis qu'à Nantes, elle a retrouvé son parent André Géraldin, lui aussi allié par mariage à la famille Lee.
Ils ont plusieurs enfants : Nicolas (1664), Jean (1667), Raymond (1668), Martin (1671), Anastase (1674), Marguerite (1678), Marie (1679), Marie Madeleine (1682), Mathieu (1684, posthume). Noter que les actes paroissiaux donnent à Nicolas le titre de "noble homme" et celui de "demoiselle" à Marie Géraldin ; dans les actes de baptême de Jean, Raymond et Martin, il est aussi désigné comme "Nicolas Lée le Jeune".
Nicolas II Lee meurt en 1684, à seulement 48 ans. 
Parmi ses enfants, Marguerite épousera en 1701 le négociant Pierre Michel, mariage dont naîtra Gabriel Michel (1702-1765). 
Anastase épousera un négociant d'origine irlandaise, Edouard Luker, après une promesse de mariage en 1688.
La société commerciale Lee
Comme chez les autres négociants irlandais de Nantes dans la première partie du règne de Louis XIV (jusqu'en 1687), l'activité commerciale des Lee ne concerne pas le domaine colonial français, notamment le secteur du sucre, mais plutôt l'importation de tabac de Virginie en Angleterre. 
Après le décès de son mari, Marie Géraldin continue de diriger l'entreprise. À l'occasion du mariage d'Anastase avec Edouard Luker, elle constitue une nouvelle société, au capital de 40 000 livres, avec son fils Jean, encore mineur, et son gendre. Ce type d'association entre une veuve et de proches parents n'est d'ailleurs pas une exception : c'est aussi le cas de Françoise Despinoze, veuve de Gabriel Michel l'ancien. Marie Géraldin apparaît bien comme chef de l'entreprise, qui concerne le commerce européen et colonial, ainsi que l'armement corsaire pendant la guerre de la Ligue d'Augsbourg. Elle mène cette activité jusqu'à sa mort en 1709, à l'âge de 70 ans.

### Nicolas III Lee (né en 1664)
Il a 17 ans quand il commence à travailler, se formant dans l'entreprise familiale sous la direction de son père jusqu'en 1684. 
Puis il quitte Nantes pour s'installer à Cork, en Irlande.
Il revient à Nantes en 1693 et devient à son tour un important négociant. Il réalise beaucoup de contrats d'affrètement (sel, vins, eaux-de-vie et vinaigre), plutôt que d'armement, à destination de l'Irlande et même de Salem en Nouvelle-Angleterre. Il signe ensuite en 1698 un contrat avec la Martinique.
En 1694, il apparaît comme seigneur de la Granoterie dans la paroisse de Saint-Herblain.
En 1710, il est la 5e capitation parmi les Irlandaise de Nantes.